# Hylomantis aspera
Hylomantis aspera là một loài ếch trong họ Nhái bén. Chúng là loài đặc hữu của Brasil.
Các môi trường sống tự nhiên của chúng là các khu rừng ẩm ướt đất thấp nhiệt đới hoặc cận nhiệt đới, đầm nước, và đầm nước ngọt có nước theo mùa.
Nó có khả năng bị đe dọa do mất môi trường sống.